# Space Buddha
Space Buddha – izraelski zespół muzyki psychedelic trance.

## Dyskografia
- Eternity Project (2001)
- Jungle of Wishes (2002)
- Stigmata (2002)
- Storm Reaction (2003)
- Full Circle (2006)